# フルはれ! 〜星にねがいを〜
フルはれ! ～星にねがいを～（フルスロットルはれーしょん! ～ほしにねがいを～）は、雑誌『マジキュー』（エンターブレイン）でVol.26（2006年4月25日発売）よりVol.39（2007年5月25日発売）まで連載（本編はVol.27より隔月掲載。偶数号は「おつかいブレイド 黒騎士物語」掲載）された読者参加企画。
画：倉藤倖・連、文芸：長船玄武。

## ストーリー
舞台は隕石衝突跡地に出来た学研都市に建設された中高一貫校「天象学園」。主人公は高等部3年男子で、生徒会副会長を務める。が、実際は会長に体よく使われる小間使い的存在。問題児揃いの高等部2-B、中等部2-1のヒロインたちと、どのような学園生活を送るのか…？

## 登場人物

### 天象学園中等部
イラスト担当：倉藤倖
- 千住 南（せんじゅ みなみ）

2-1組・出席番号19番・演劇部所属。
6月27日生まれ（蟹座）のA型。身長：142cm、体重：38キロ、スリーサイズ： B77（AAカップ）／W54／H78
天然系なお姉ちゃんっ子。小動物のような仕草が人気だが、本人はサンタクロースの存在を信じるほどのお子様。
- スピカ・ミサト・ブラン

2-1組・出席番号32番・チアリーディング部所属。
9月12日生まれ（乙女座）のAB型。身長：160cm、体重：43キロ、スリーサイズ： B80（Bカップ）／W55／H78
フランスからの留学生。執事とメイドを従えて、毎日車で登下校する。ツンデレ。
- 六町 昴（ろくちょう すばる）

2-1組・出席番号39番・科学部所属。
8月19日生まれ（獅子座）のB型。身長：150cm、体重：41キロ、スリーサイズ： B83（Cカップ）／W57／H85
学園施設・理科棟に住み込む、通称「理科棟の魔女」。大阪弁。女の子の乳を弄ぶのが大好き。

### 天象学園高等部
イラスト担当：連
- 千住 北斗（せんじゅ ほくと）

2-B組・出席番号15番・ラクロス部所属。
1月31日生まれ（水瓶座）のO型。身長：151cm、体重：43キロ、スリーサイズ： B79（Aカップ）／W55／H80
ボーイッシュなラクロス部キャプテン。デコ・チビ・貧乳は禁句。中等部の妹・南に甘い。
- 柏葉 那津子（かしわば なつこ）

2-B組・出席番号7番・演劇部所属。
1月17日生まれ（山羊座）のA型。身長：158cm、体重：48キロ、スリーサイズ： B92（Eカップ）／W59／H87
演劇部では裏方に徹しているが、コスプレに憧れる。ナイスバディなメガネっ娘。キレたら怖い。
- 八潮 六華（やしお りっか）

2-B組・出席番号31番・新体操部所属。
10月27日生まれ（蠍座）のAB型。身長：170cm、体重：53キロ、スリーサイズ： B88（Dカップ）／W58／H85
毒舌家。千住北斗とよく衝突する。実はカワイイ物好きで、千住南に胸キュン状態。6人姉妹の末っ子。

### サブヒロイン
- 伊奈谷 有羽（いなや ゆう）

高等部3-C組・出席番号1番・生徒会会長。
10月1日生まれ（天秤座）のA型。身長：141cm、体重：39キロ、スリーサイズ： B79／W52／H77
語尾に「～じゃ」が特徴の生徒会長。強引な性格と権力でイベントなどを即時実行する。

### その他のキャラクター
- ミリ

マスコットキャラクターの女の子。学園に居座る謎の宇宙生物。口数が少ない。
- メトル

マスコットキャラクターの男の子。学園に居座る謎の宇宙生物。すぐキレやすい。
- ゴス犬（ - いぬ）

この世界の人気キャラクター商品。八潮六華がぬいぐるみや携帯ストラップを所持している。

## 企画の概要
雑誌巻末の綴じ込みハガキ（読者コーナー投稿用のハガキと兼用）を使用する。毎回、中等部・高等部各々、誰に対してどんな行動を起こすか、ひとつずつマークシート方式で回答する。